# نوها دیکو
نوها دیکو (انگلیسی: Nouha Dicko؛ زادهٔ ۱۴ مهٔ ۱۹۹۲) بازیکن فوتبال اهل فرانسه است.
از باشگاه‌هایی که در آن بازی کرده‌است می‌توان به باشگاه فوتبال ویگان اتلتیک، باشگاه فوتبال استراسبورگ، باشگاه فوتبال ولورهمپتون واندررز، باشگاه فوتبال روترهام یونایتد، و باشگاه فوتبال بلکپول اشاره کرد.
وی همچنین در تیم ملی فوتبال مالی بازی کرده‌است.